# Stauntonia brunoniana
Stauntonia brunoniana là một loài thực vật có hoa trong họ Lardizabalaceae. Loài này được Wall. ex Hemsl. miêu tả khoa học đầu tiên năm 1907.